# Pereulixia kosiensis
Pereulixia kosiensis är en fiskart som först beskrevs av Regan, 1908.  Pereulixia kosiensis ingår i släktet Pereulixia och familjen Blenniidae. Inga underarter finns listade i Catalogue of Life.